# Елос (дем Кисамос)
Ѐлос (на гръцки: Έλος) е село в Република Гърция, разположено в северозападната част на остров Крит, дем Кисамос. Селото има население от 202 души според преброяването от 2001 година.

## Личности
Родени в Елос
- Георгиос Скалидис (? – 1906), гръцки революционер, деец на Гръцката въоръжена пропаганда в Македония